# Filips van Lannoy (1487-1543)

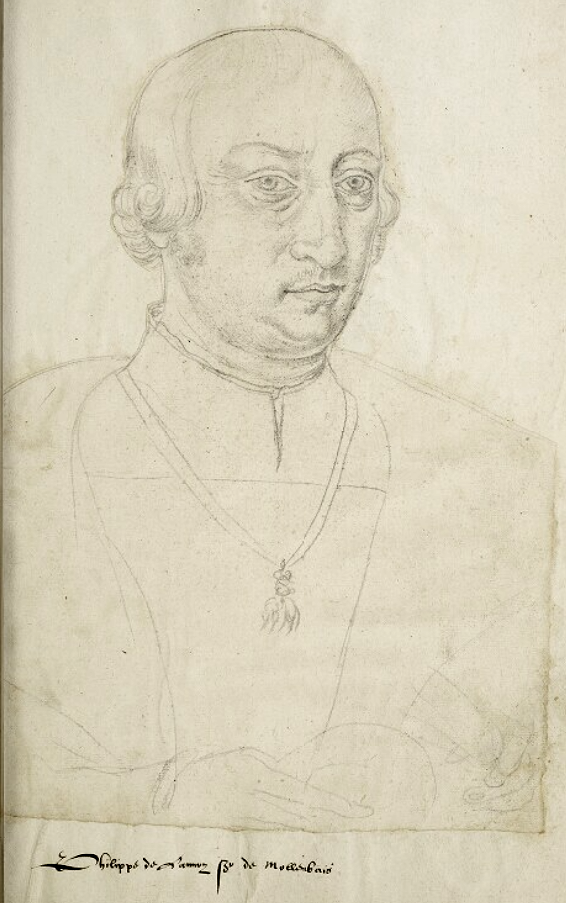
Portret in het Recueil d'Arras

Filips van Lannoy of in zijn moedertaal Philippe de Lannoy, vliesridder, heer van Molenbaix (1487 – Leuven, 12 september 1543) was een edelman in de Habsburgse Nederlanden uit het Vlaamse geslacht de Lannoy. Hij was een man van aanzien die hoge functies bekleedde.

## Leven
Filips van Lannoy erfde van zijn vader Boudewijn II († 1501) de heerlijkheden Molenbaix, Solre-le-Château en Tourcoing, en van zijn moeder Michèle van Esne († 1511) het domein Cauroir (Conroy). Hij trouwde in 1508 met Margaretha van Bourgondië. Ze schonk in 1511 het leven aan hun zoon Jan van Lannoy, maar stierf nog hetzelfde jaar. In 1515 hertrouwde Filips van Lannoy met Françoise de Barbançon, met wie hij dertien kinderen zou krijgen, onder wie de Spaanse militair Filips van Lannoy.
Naarmate keizer Karel V meer beroep op hem deed, bracht hij minder tijd door op het stamslot in Solre en verbleef hij meer in zijn Brusselse residentie. Hij was in 1531 bij de twaalf leden benoemd in de nieuwe Raad van State, en werd hetzelfde jaar ook ridder in de Orde van het Gulden Vlies, zoals zijn vader en grootvader. Hij was lid van de Raad voor Financiën en Domeinen en opperhofmeester van landvoogdes Maria van Hongarije. Over zijn politieke tussenkomsten is weinig bekend, behalve dat hij betrokken was bij het onderdrukken van de Gentse opstand in 1537-1540. In 1540 werd hij opperjachtmeester van Brabant en het jaar daarop hoofdkastelein van het kasteel van Vilvoorde.
Lannoy stierf in Leuven en werd begraven in Solre. Zijn resten zijn teruggevonden in een loden kist in de familiale grafkelder onder het koor van de Sint-Petrus-en-Pauluskerk. Er is ook een epitaaf.
Juffrouw du Breucq, een hofdame van Lannoys tweede echtgenote, liet een discours na waarin ze uitgebreid de deugden van haar patroons beschrijft. Ze komen uit dit geschrift tevoorschijn als vrome en onbaatzuchtige mensen. Lannoy was opdrachtgever van een anonieme Bewening van Christus, waarop verschillende overleden verwanten zijn afgebeeld.

## Voetnoten
1. ↑  Nicole Binoit en Association culturelle de Solrézis, "La sépulture des seigneurs de Solre", in: Bilan de la découverte août 1985, p. 4-18